# Monestir de Voroneț
El monestir de Voroneț és un monestir medieval situat al poble romanès de Voroneț, en l'actualitat part de la ciutat Gura Humorului. És un dels famosos monestirs pintats de sud de Bucovina, al districte de Suceava. Va ser construït per Esteve el Gran en 1488 en tres mesos i tres setmanes per commemorar la victòria en la Batalla de Vaslui. Denominat de vegades la «Capella Sixtina de l'Est», els frescos de Voroneț tenen un to intens de blau conegut a Romania com a "blau de Voroneț".
El monestir està situat al sud de Gura Humorului, al districte de Suceava, a la vall del riu Voroneț. La llegenda de l'origen de l'església uneix dos homes fonamentals per a la història de Romania: el fundador del monestir, Esteve el Gran, i Sant Daniil l'Ermità, primer abat del monestir. La tomba de Sant Daniil està dins del monestir.
És una de les esglésies pintades de Moldàvia considerades per la Unesco Patrimoni de la Humanitat.

## Història
No es coneix l'edat del lloc monàstic. Una llegenda afirma que Esteve el Gran, en un moment de crisi durant una guerra contra els otomans, va arribar a l'skete de Daniel l'Ermità a Voroneț i li va demanar consell. Daniel li va dir que no es rendís perquè guanyaria la batalla. Després de la victòria, havia de construir un monestir dedicat a Sant Jordi. L'entrada original sobre l'Església de Sant Jordi, ara l'esonàrtex, té la següent inscripció:

Jo, Voivoda Esteve, per la Gràcia de Déu sobirà de Moldàvia, fill de Bogdan, he començat a construir el monestir de Voroneț a la glòria del sagrat i conegut Sant Jordi, el gran i victoriós màrtir, el 26 de maig, un dia després de dilluns, després de Pentecosta, i la vaig finalitzar el mateix any, el setembre de 6996 (1488).

L'església va ser construïda amb tres absis, 1 presbiteri, un naos amb la seva torre i un pronaos.

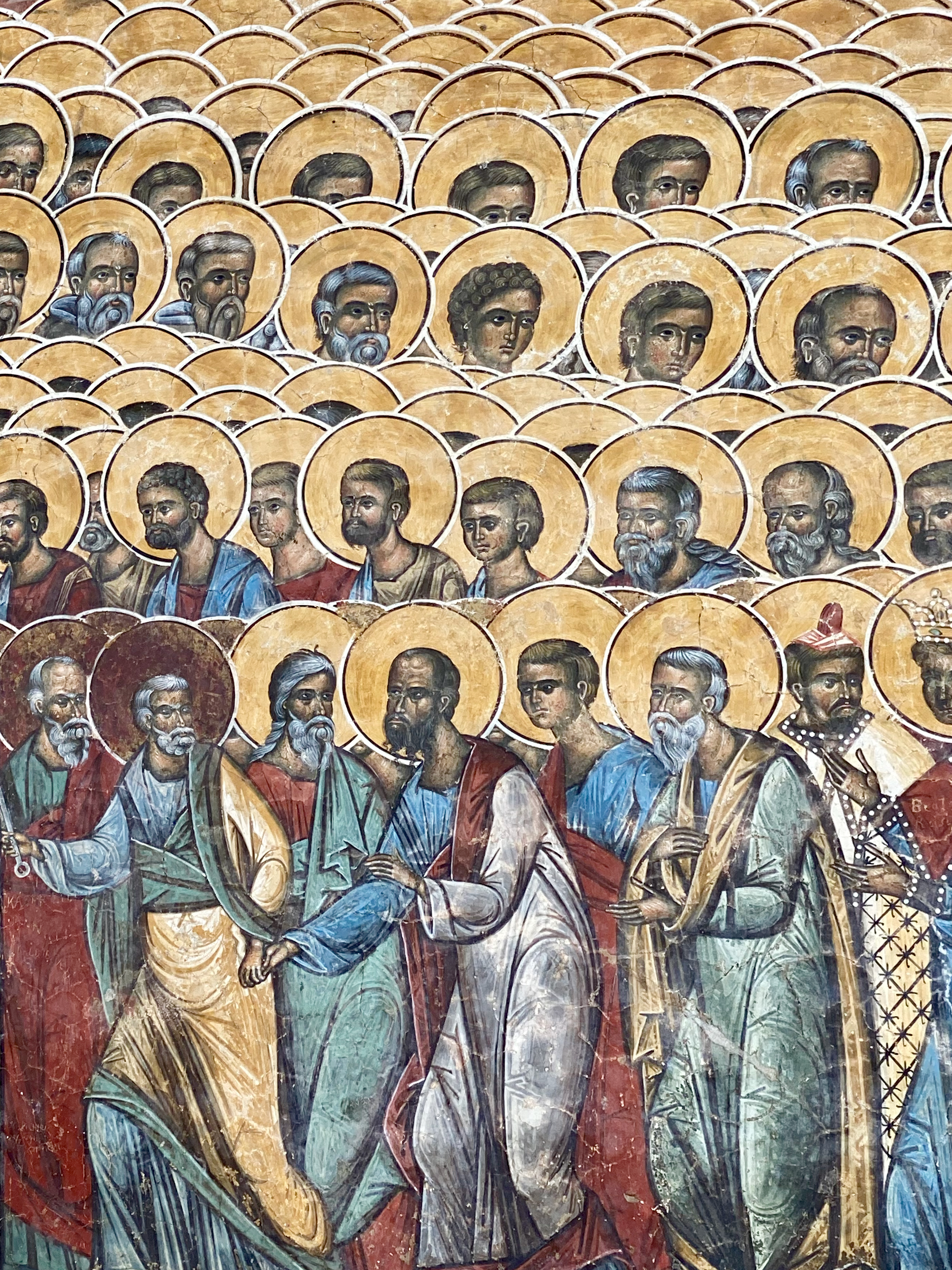
Pintures interior

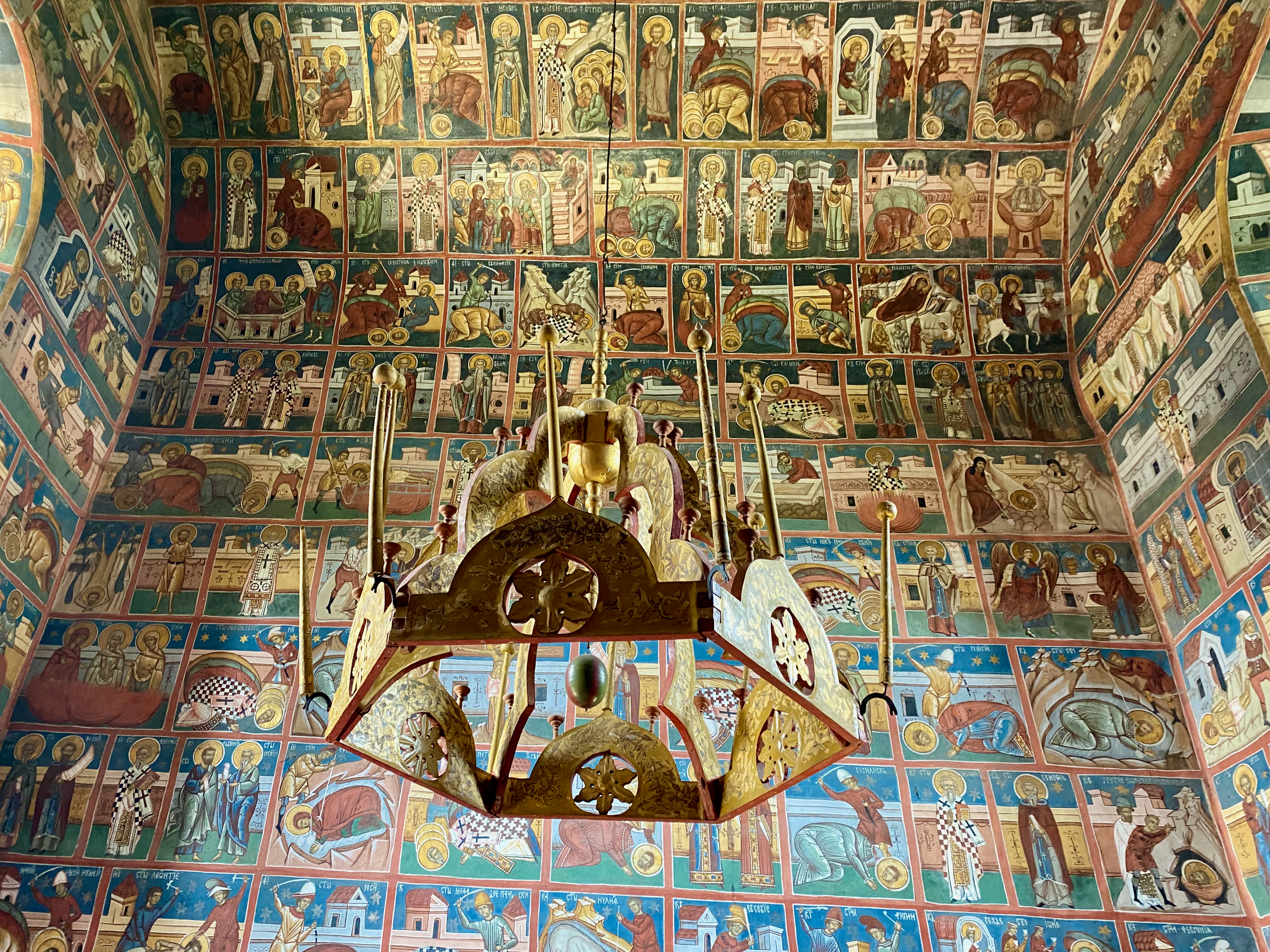
Pintures interior

El 1547, el Bisbe metropolità de Moldàvia Grigorie Roșca va afegir l'esonàrtex a l'oest de l'església i va pintar els murs exteriors. La seva contribució està registrada a l'esquerra de la porta d'entrada. L'any 1547, el Bisbe metropolità de Moldàvia Grigorie Rosca va afegir l'esonàrtex a l'oest de l'església i va pintar els murs exteriors. La seva contribució està registrada a l'esquerra de la porta d'entrada:
| « | Per la Voluntat del Pare i l'Ajuda del Fill i la realització de l'Esperit Sant i per les grans planes preses pel fidel Kir Grigorie, Metropolità de tot el país de Moldàvia, es va afegir aquest petit porxo i es va pintar l'exterior de tota l'església, pel bé de la seva ànima, en 7055 (1547). | » |

Per la Voluntaddel Pare i l'Ajuda del Fill i la realització de l'Esperit Sant i per les grans planes preses pel fidel Kir Grigorie, Metropolità de tot el país de Moldàvia, es va afegir aquest petit porxo i es va pintar l'exterior de tota l'església, pel bé de la seva ànima, en 7055 (1547).

El monestir conté làpides de Sant Daniel l'Ermità, Grigorie rosca, altres patrons de l'església i nobles.
Voroneț era conegut per la seva escola de cal·ligrafia, on els sacerdots, monjos i frares aprenien a llegir, escriure i traduir textos religiosos. L'escola va produir dues traduccions de la Bíblia al romanès: el Codi de Voroneț, descobert el 1871, i el Saltiri de Voroneț, trobat en 1882. Aquests llibres estan ara en l'Acadèmia Romanesa.
El monestir va ser abandonat poc després de 1775, quan la Monarquia d'Habsburgo va annexionar el nord de Moldàvia. La comunitat monàstica va tornar a Voroneț el 1991. Des de la seva tornada, els que vivien al monestir van construir habitatges per a les monges residents, una capella, fonts, estables, graners, i un habitatge per a pelegrins.

## Església

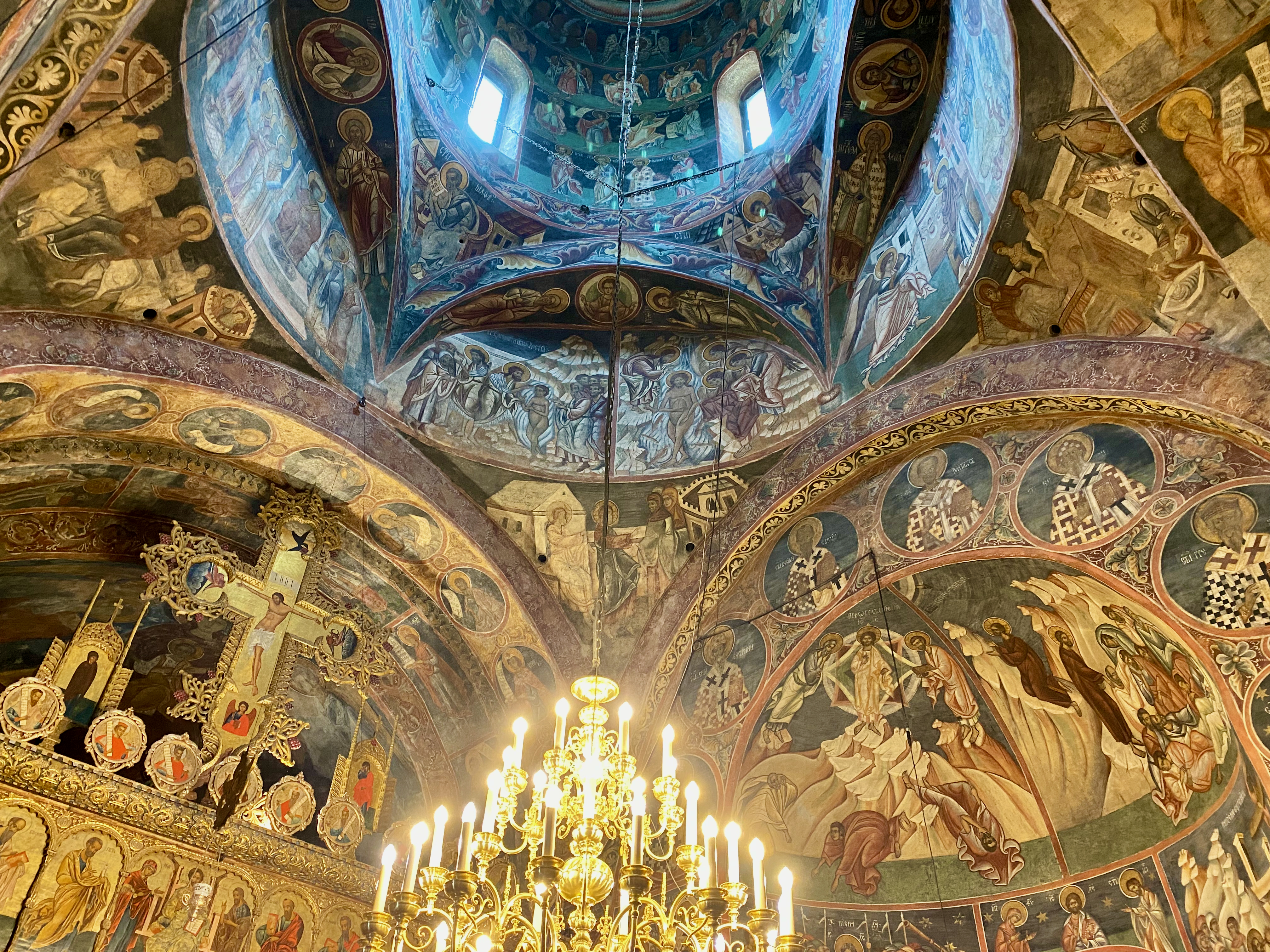
Pintures interior

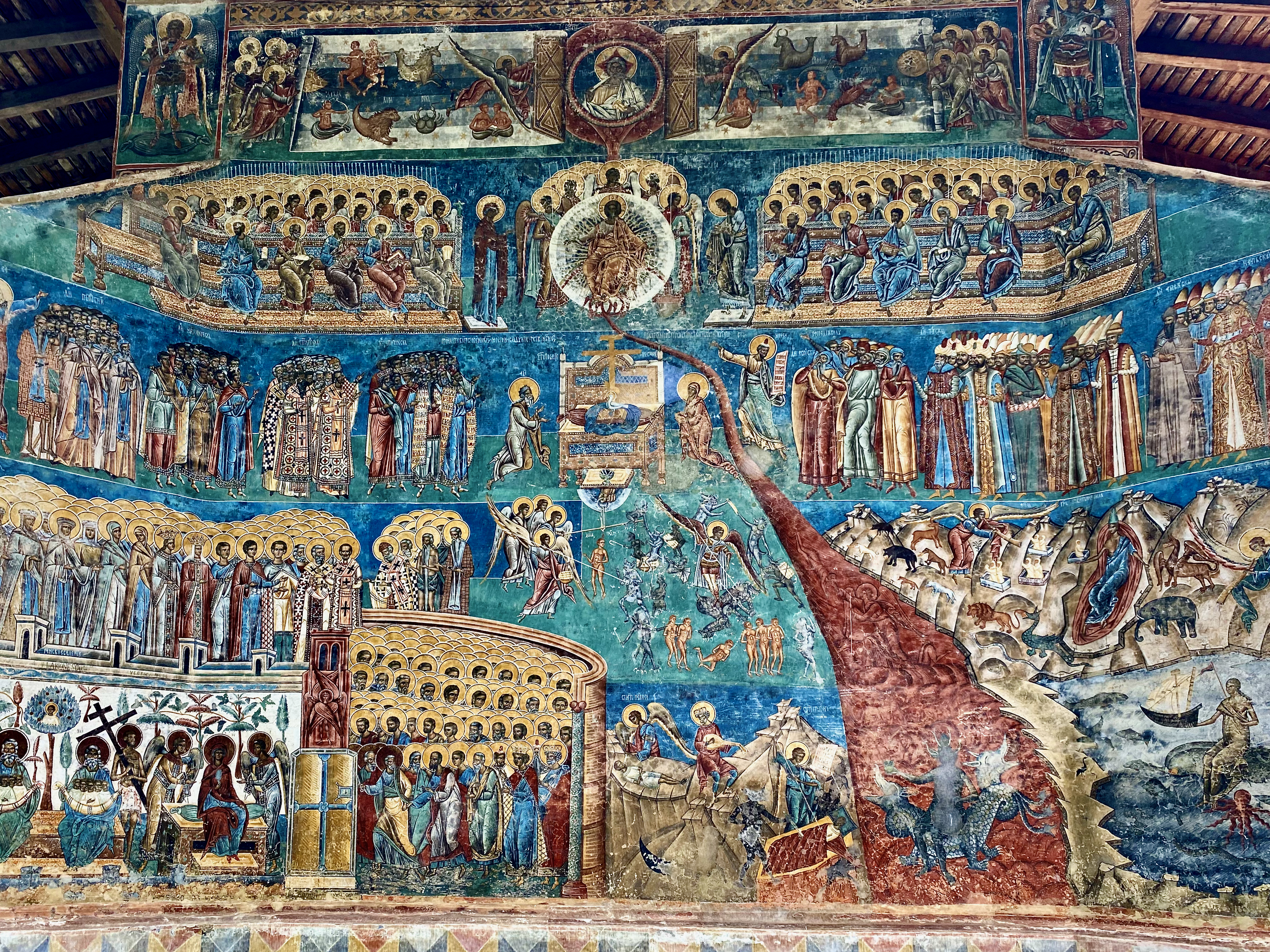
Judici final a l'absis exterior

El Katholikon (església principal) de Sant Jordi del Monestir de Voroneț és probablement l'església més famosa de Romania. És coneguda arreu del món pels seus frescs exteriors de colors brillants i intensos, i pels centenars de figures ben conservades situades en un fons d'atzurita. Les petites finestres, els seus marcs rectangulars de barres creuades i els arcs apuntats o adovellats dels marcs de les portes interiors són d'estil gòtic. Les portes sud i nord de l'esonàrtex de 1547 tenen marcs rectangulars, que indiquen un període de transició del gòtic al Renaixement. Però, a sobre d'ells, en cada paret hi ha una finestra alta amb un arc gòtic flamíger. Tota la façana oest no té cap obertura, el que indica que la intenció del Metropolità rosca va ser des del començament reservar-la per frescos.
A la façana nord encara és visible la decoració original de l'església: fileres de discos de ceràmica esmaltada en groc, marró i verd, decorades en relleu. Aquests inclouen motius heràldics, com el lleó rampant i el cap d'uro de l'escut de Moldàvia, i criatures inspirades en la literatura medieval d'Europa Occidental, com sirenes amb dues cues. La torre està decorada amb setze fornícules altes, en quatre de les quals hi ha finestres. Per sobre d'elles, una altra filera de fornícules petites envolta la torre. El sostre fragmentat probablement té la forma del sostre original, que va ser realitzat sense dubte amb teules.